# Universitat Agrícola del Panjab
La Universitat Agrícola del Panjab a Ludhiana és la universitat agrícola més gran d'Àsia. És una universitat agrícola estatal de l'Índia. Va ser fundada el 1962. Va ser inaugurada formalment pel llavors primer ministre de l'Índia, Pandit Jawaharlal Nehru, el 8 de juliol de 1963. Aquesta universitat va iniciar la Revolució Verda a l'Índia als anys seixanta.